# Alojzy Siemienik
Alojzy Siemienik (ur. 19 maja 1895 w Cieszynie, zm. 24 października 1977 w Katowicach) – polski duchowny rzymskokatolicki, w latach 1926–1939 redaktor naczelny Gościa Niedzielnego.

## Życiorys
Pochodził w rodziny rzemieślniczej z Cieszyna. Znał zarówno język czeski jak i niemiecki. Święcenia kapłańskie przyjął 30 czerwca 1918 i następnie jako wikariusz pełnił posługę w parafiach w Królewskiej Hucie, Dziedzicach, Rydułtowach i Pogrzebieniu. W latach 1926–1939 piastował funkcję redaktora naczelnego Gościa Niedzielnego przyczyniając się do zróżnicowania tematyki tegoż czasopisma. Funkcję sprawował do momentu zamknięcia gazety przez niemieckie władze okupacyjne w czasie II wojny światowej. Był także sekretarzem generalnym Ligi Katolickiej w Katowicach.
Po wojnie pełnił funkcję dyrektora Wydawnictwa i Drukarni Katolickiej.
Zmarł w Katowicach. Pochowany na cmentarzu przy ul. Francuskiej.

## Ordery i odznaczenia
- Złoty Krzyż Zasługi (10 lutego 1939)[3]

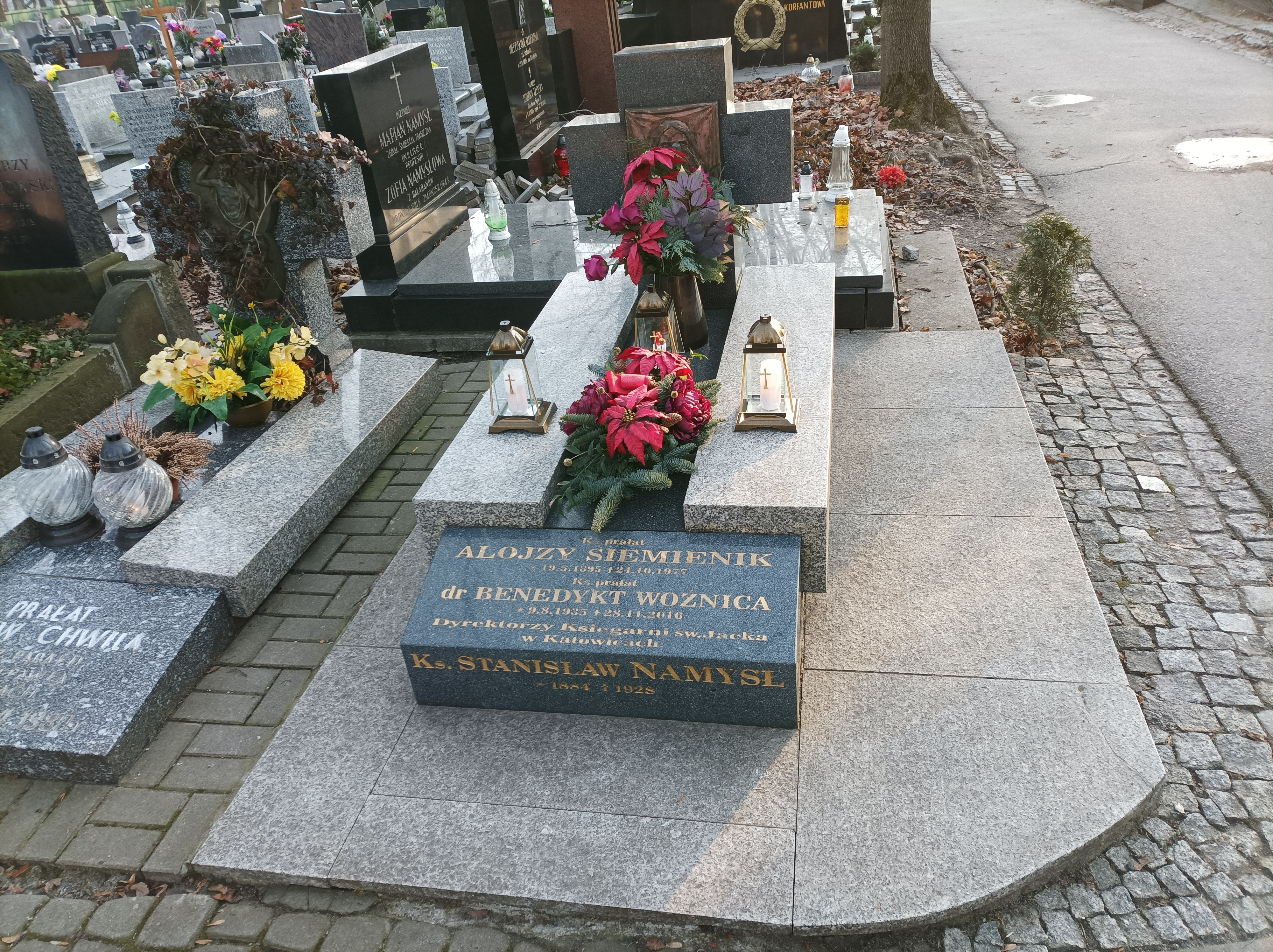
Grób ks. Alojzego Siemienika na cmentarzu katolickim przy ul. Francuskiej